# Lukavice (Chrudim)
Lukavice é uma comuna checa localizada na região de Pardubice, distrito de Chrudim.